# 2685 Masursky
2685 Masursky este un asteroid din centura principală, care a fost fotografiat de la depărtare (1,6 milioane de kilometri) de către sonda Cassini-Huygens, la data de 23 ianuarie 2000, în timpul călătoriei acesteia pe lângă Jupiter, în drum spre Saturn.
Descoperit în 1981, 2685 Masursky prezintă o orbită caracterizată printr-o semiaxă majoră de 2,5674065 u.a. și de o excentricitate de 0,1118718, înclinată cu 12,13418° față de ecliptică.
Poartă numele lui Harold Masursky (1923-1990), geoplanetolog renumit, un participant major la programele Mercury și Apollo, precum și la misiunile Viking și Voyager.
Deși aparține familiei Eunomia, datele obținut de Cassini-Huygens par să infirme că tipul spectral asteroidal ar fi S. Rezultatele sunt neconcludente.